# 旺德朗
旺德朗（法語：Vandelans，法語發音：[vɑ̃dlɑ̃]）是法国上索恩省的一个市镇，属于沃苏勒区。

## 地理
旺德朗（47°23'41"N, 6°9'53"E）面积3.08 平方千米，位于法国勃艮第-弗朗什-孔泰大區上索恩省，该省份为法国东部内陆省份，北起顺时针与孚日省、贝尔福地区省、杜省、汝拉省、科多尔省和上马恩省接壤。
与旺德朗接壤的市镇（或旧市镇、城区）包括：博莫特-欧贝尔唐、里涅、拉巴尔、锡雷。

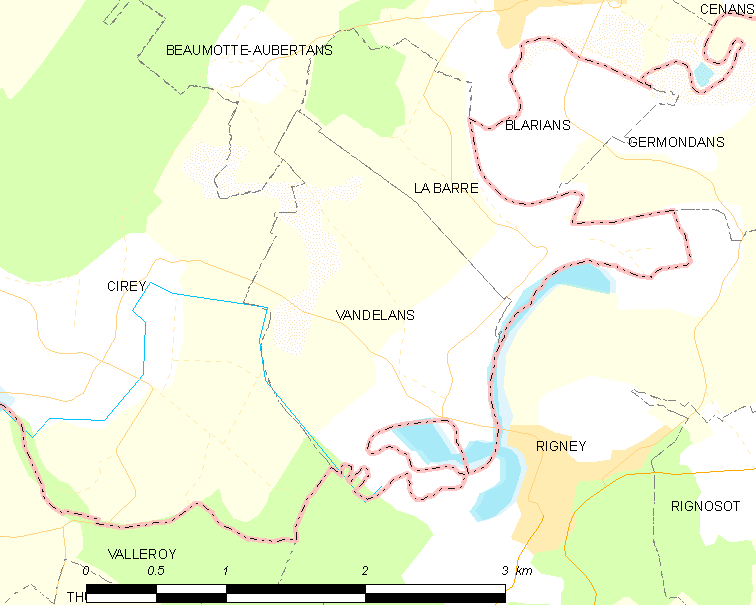
旺德朗的OSM定位图

旺德朗的时区为UTC+01:00、UTC+02:00（夏令时）。

## 行政
旺德朗的邮政编码为70190，INSEE市镇编码为70519。

## 政治
旺德朗所属的省级选区为里奥县。

## 人口

1962-2008年间旺德朗人口变化图示

旺德朗于2022年1月1日时的人口数量为109人。